# Hypalometra
Hypalometra is een geslacht van haarsterren uit de familie Antedonidae.

## Soort
- Hypalometra defecta (Carpenter, 1888)